# Tunnel de Bersaglio
 (janvier 2025).
Le tunnel de Bersaglio est un tunnel routier situé à Potenza, en Basilicate (Italie). Achevé en juin 1974, il se situe sur l'autoroute A2 et se compose de deux tubes à sens unique, mesurant respectivement 214 m (tube est) et 213 m (tube ouest).